# Comuna Petrești, Tarutino
Petrești (în ucraineană Петрівськ, transliterat: Petrivsk, în trecut și Petrostal) este o comună în raionul Tarutino, regiunea Odesa, Ucraina, formată din satele Curudgica și Petrești (reședința).

## Demografie
Componența lingvistică a comunei Petrești
     Bulgară (81,81%)
     Ucraineană (6,22%)
     Română (5,95%)
     Rusă (4,82%)
     Alte limbi (0,07%)
Conform recensământului din 2001, majoritatea populației comunei Petrești era vorbitoare de bulgară (81,81%), existând în minoritate și vorbitori de ucraineană (6,22%), română (5,95%) și rusă (4,82%).